# 高島郡 (滋賀縣)
高島郡為過去位於日本滋賀縣北部的郡，已於2005年1月1日因無所屬町村而消失。
在1879年實施郡區町村編制法時的轄區相當於現在的高島市除南部的鵜川地區以外的全部區域。

## 歷史
過去在令制國時代屬於近江國，根據10世紀完成的《和名類聚抄》，在當時高島郡下有木津鄉、鞆結鄉、善積鄉、河上鄉、角野鄉、三尾鄉存在，而後本地的木津莊則是延曆寺天台座主直轄莊園，曾為延曆寺的主要經濟來源，在當時木津野市琵琶湖西岸的主要港口。
12世紀後，近江國為佐佐木氏所控制，佐佐木信綱將高島郡安排給次男高信，此後成為高島高信，在此建立清水山城，成為高島氏的始祖，其子孫在分散到高島郡各地後，又陸續分衍出朽木氏、永田氏、平井氏、橫山氏、田中氏、谷氏的分支家族。
16世紀初淺井亮政崛起掌控了北近江以淺井郡的區域後，將勢力往西擴張至此，高島氏一族因而臣服於淺井氏，直到16世紀末織田信長擊敗淺井氏後，高島郡曾先後交由磯野員昌和津田信澄，並在此建立大溝城和新莊城；而高島氏一族在本地只剩下朽木氏得以繼續存續發展，17世紀進入江戶時代後，朽木氏成為幕府的交代寄合旗本，得以繼續領有位於高島郡中部的朽木領地直到江戶時代結束。
除朽木領外，在高島郡的南部還有分部氏的大溝藩，藩廳設於勝野地區的大溝陣屋；此外，郡內還有部分地區分屬郡山藩、敦賀藩、膳所藩、川越藩、小濱藩、伯太藩、加賀藩、淀藩、三河吉田藩、福知山藩和幕府直屬領，而此地的幕府直屬領及旗本領則是由位於滋賀郡大津的大津奉行負責管理。
19世紀末明治維新後，原先的幕府直屬領及旗本領先後改隸屬大津裁判所及大津縣，1871年實施廢藩置縣後，原先屬於各藩的區域改隸屬郡山縣、小濱縣、膳所縣、川越縣、伯太縣、金澤縣、淀縣、豐橋縣、福知山縣。在1872年的府縣整併中，郡內全數區域都被整併為長濱縣，但長濱縣在三個月後更名為犬上縣，不過在同年年底犬上縣又與滋賀縣合併為新設立的滋賀縣。
1879年實施郡區町村編製法時，正式設置近代的行政區劃「高島郡」，並在今津村（位於現在的高島市）設置郡役所。

### 沿革

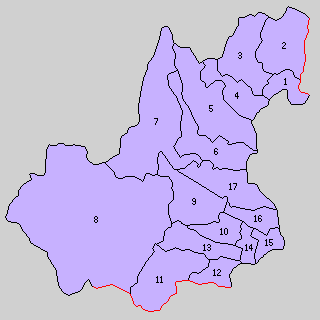
1889年高島郡轄下的行政區劃：
1.海津村、2.劍熊村、3.西庄村、4.百瀨村、5.川上村、6.今津村、7.三谷村、8.朽木村、9.廣瀨村、10.安曇村、11.高島村、12.大溝村、13.水尾村、14.青柳村、15.本庄村、16.新儀村、17.饗庭村
（紫色：現屬高島市）

- 1889年4月1日：實施町村制，高島郡下設：海津村（日语：海津村）、劍熊村（日语：剣熊村）、西村、百瀨村（日语：百瀬村）、川上村（日语：川上村 (滋賀県)）、今津村（日语：今津町 (滋賀県)）、三谷村（日语：三谷村 (滋賀県)）、朽木村（日语：朽木村）、廣瀨村（日语：広瀬村 (滋賀県)）、安曇村（日语：安曇町）、高島村（日语：高島村 (滋賀県)）、大溝村（日语：大溝町）、水尾村（日语：水尾村 (滋賀県)）、青柳村（日语：青柳村 (滋賀県)）、本村、新儀村（日语：新儀村）、饗庭村（日语：饗庭村）。（17村）
- 1898年4月1日：實施郡制（日语：郡制），郡役所設於今津村。
- 1902年11月1日：大溝村改制為大溝町（日语：大溝町）。[10]（1町16村）
- 1906年12月26日：今津村改制為今津町（日语：今津町 (滋賀県)）。[10]（2町15村）
- 1923年4月1日：廢除郡會和郡參事會。
- 1926年7月1日：廢除郡役所，此後郡不再作為行政區劃，只作為地名的表示。
- 1940年2月11日：安曇村改制為安曇町（日语：安曇町）。[10]（3町14村）
- 1943年4月29日：大溝町、高島村、水尾村合併為高島町（日语：高島町 (滋賀県)）。[10]（3町12村）
- 1954年11月3日：廣瀨村、安曇町、青柳村、本庄村合併為安曇川町（日语：安曇川町）。[10]（3町9村）
- 1955年1月1日：（5町1村）
  - 海津村、劍熊村、西庄村、百瀨村合併為牧野町（日语：マキノ町）。[10]
  - 今津町、川上村、三谷村合併為新設立的今津町（日语：今津町 (滋賀県)）。[10]
  - 新儀村和饗庭村合併為新旭町（日语：新旭町）。[10]
- 1956年9月30日：滋賀郡志賀町（日语：志賀町 (滋賀県)）的鵜川地區被併入高島町。[10]
- 2005年1月1日：牧野町、今津町、朽木村、安曇川町、高島町、新旭町合併為高島市[10]，並脫離高島郡；同時高島郡因無所屬町村而消失。

### 變遷表
| 1889年4月1日 | 1889年 - 1912年             | 1912年 - 1944年             | 1945年 - 1954年              | 1955年 - 1989年              | 1989年 - 現在             | 現在                      |
| ------------ | --------------------------- | --------------------------- | ---------------------------- | ---------------------------- | ------------------------- | ------------------------- |
| 海津村       | 海津村                      | 海津村                      | 海津村                       | 1955年1月1日 合併為牧野町    | 2005年1月1日 合併為高島市 | 2005年1月1日 合併為高島市 |
| 劍熊村       |                             |                             |                              | 1955年1月1日 合併為牧野町    | 2005年1月1日 合併為高島市 | 2005年1月1日 合併為高島市 |
| 西村         |                             |                             |                              | 1955年1月1日 合併為牧野町    | 2005年1月1日 合併為高島市 | 2005年1月1日 合併為高島市 |
| 百瀨村       |                             |                             |                              | 1955年1月1日 合併為牧野町    | 2005年1月1日 合併為高島市 | 2005年1月1日 合併為高島市 |
| 川上村       | 川上村                      | 川上村                      | 川上村                       | 1955年1月1日 合併為今津町    | 2005年1月1日 合併為高島市 | 2005年1月1日 合併為高島市 |
| 今津村       | 1906年12月26日 改制為今津町 | 1906年12月26日 改制為今津町 | 1906年12月26日 改制為今津町  | 1955年1月1日 合併為今津町    | 2005年1月1日 合併為高島市 | 2005年1月1日 合併為高島市 |
| 三谷村       |                             |                             |                              | 1955年1月1日 合併為今津町    | 2005年1月1日 合併為高島市 | 2005年1月1日 合併為高島市 |
| 朽木村       |                             |                             |                              |                              | 2005年1月1日 合併為高島市 | 2005年1月1日 合併為高島市 |
| 廣瀨村       | 廣瀨村                      | 廣瀨村                      | 1954年11月3日 合併為安曇川町 | 1954年11月3日 合併為安曇川町 | 2005年1月1日 合併為高島市 | 2005年1月1日 合併為高島市 |
| 安曇村       | 安曇村                      | 1940年2月11日 改制為安曇町  | 1954年11月3日 合併為安曇川町 | 1954年11月3日 合併為安曇川町 | 2005年1月1日 合併為高島市 | 2005年1月1日 合併為高島市 |
| 青柳村       |                             |                             | 1954年11月3日 合併為安曇川町 | 1954年11月3日 合併為安曇川町 | 2005年1月1日 合併為高島市 | 2005年1月1日 合併為高島市 |
| 本村         |                             |                             | 1954年11月3日 合併為安曇川町 | 1954年11月3日 合併為安曇川町 | 2005年1月1日 合併為高島市 | 2005年1月1日 合併為高島市 |
| 高島村       | 高島村                      | 1943年4月29日 合併為高島町  | 1943年4月29日 合併為高島町   | 1943年4月29日 合併為高島町   | 2005年1月1日 合併為高島市 | 2005年1月1日 合併為高島市 |
| 大溝村       | 1902年11月1日 改制為大溝町  | 1943年4月29日 合併為高島町  | 1943年4月29日 合併為高島町   | 1943年4月29日 合併為高島町   | 2005年1月1日 合併為高島市 | 2005年1月1日 合併為高島市 |
| 水尾村       |                             | 1943年4月29日 合併為高島町  | 1943年4月29日 合併為高島町   | 1943年4月29日 合併為高島町   | 2005年1月1日 合併為高島市 | 2005年1月1日 合併為高島市 |
| 新儀村       | 新儀村                      | 新儀村                      | 新儀村                       | 1955年1月1日 合併為新旭町    | 2005年1月1日 合併為高島市 | 2005年1月1日 合併為高島市 |
| 饗庭村       |                             |                             |                              | 1955年1月1日 合併為新旭町    | 2005年1月1日 合併為高島市 | 2005年1月1日 合併為高島市 |